# Puigoriol
Puigoriol és una obra del municipi de Santa Eugènia de Berga (Osona) inclosa en l'Inventari del Patrimoni Arquitectònic de Catalunya.

## Descripció
Petita masoveria de planta quadrada coberta a dues vessants, amb el carener perpendicular a la façana situada a migdia. Està construïda damunt un serradet de pedra viva i consta de planta baixa i pis. Presenta diversos cossos adossats de construcció diversa. La façana presenta un portal rectangular de totxo amb llinda de fusta, dues finestres al primer pis. A llevant hi ha cossos moderns i s'hi conserva l'antic forn de la casa. A la façana nord hi ha un cos de pedra a la planta i totxo al primer pis que sembla l'antic femer cobert. En aquest mateix indret hi ha tres grans contraforts de pedra unida amb morter de calç. Al davant de la casa s'hi conserva l'antiga era i la bassa de la casa. Malgrat els diversos afegitons, l'interior conserva l'estructura primitiva amb dos grans cavalls de fusta damunt dels quals descansa el carener.

## Història
Masia que trobem en un llistat de masos moderns confeccionat al segle xviii a la parròquia de Santa Eugènia de Berga. En el nomenclàtor de la província de Barcelona de l'any 1860 la trobem registrada com a "masia casa de labranza".